# The Mist (serial)
The Mist (Negura) este un serial TV american science fiction-horror thriller dezvoltat de Christian Torpe pentru rețeaua Spike. Ca și filmul omonim, serialul este bazat pe nuvela omonimă din 1980 de Stephen King. Primul sezon format din 10 episoade a avut premiera la 22 iunie 2017 și s-a încheiat pe 24 august 2017.

## Premiză
O ceață misterioasă acoperă pe neașteptate întregul oraș Bridgeville, Maine, din acestă cauză apare o barieră aproape impenetrabilă pentru vizibilitate. Locuitorii orașului vor realiza curând că această ceață este mai mult decât pare după ce sunt atacați de numeroși monștri de diferite feluri care ucid pe oricine se mișcă prin ceață. 

## Distribuție și personaje

### Roluri principale
- Morgan Spector - Kevin Copeland[2]
- Alyssa Sutherland[2] - Eve Copeland
- Gus Birney[2] - Alex Copeland
- Danica Curcic[2] - Mia Lambert[3]
- Okezie Morro[2] - Bryan Hunt / Jonah Dixon
- Luke Cosgrove[2] - Jay Heisel[3]
- Darren Pettie[2] - Connor Heisel[3]
- Russell Posner[2] - Adrian Garff[3]
- Frances Conroy[2] - Nathalie Raven

### Roluri secundare
- Dan Butler as Father Romanov[2][3]
- Isiah Whitlock Jr. - Gus Bradley[2][3]
- Irene Bedard - Kimi Lucero
- Christopher Gray - Tyler Denton
- Romaine Waite - Kyle
- Nabeel El Khafif - Raj Al-Fayed
- Greg Hovanessian - Wes Foster
- Erik Knudsen - Vic
- Alexandra Ordolis - Shelley DeWitt
- Andrea Lee Norwood - Susan Parker

## Episoade
| Nr. | Titlu                                  | Regizat de     | Scris de                                                              | Data difuzării | U.S. telespectatori (milioane) |
| --- | -------------------------------------- | -------------- | --------------------------------------------------------------------- | -------------- | ------------------------------ |
| 1   | „Pilot”                                | Adam Bernstein | Christian Torpe                                                       | 22 iunie 2017  | 0.684                          |
| 2   | „Withdrawal”                           | David Boyd     | Poveste de: Christian Torpe Scenariu de: Peter Macmanus               | 29 iunie 2017  | 0.496                          |
| 3   | „Show and Tell”                        | Nick Murphy    | Peter Biegen                                                          | 6 iulie 2017   | 0.428                          |
| 4   | „Pequod”                               | T.J. Scott     | Andrew Wilder                                                         | 13 iulie 2017  | 0.487                          |
| 5   | „The Waiting Room”                     | Richard Laxton | Amanda Segel & Christian Torpe                                        | 20 iulie 2017  | 0.538                          |
| 6   | „The Devil You Know”                   | James Hawes    | Noah Griffith & Daniel Stewart                                        | 27 iulie 2017  | 0.411                          |
| 7   | „Over the River and Through the Woods” | Matthew Penn   | Daniel Cameron Talbott                                                | 3 august 2017  | 0.400                          |
| 8   | „The Law of Nature”                    | Guy Ferland    | Poveste de: Amanda Segel Scenariu de: Andrew Wilder & Christian Torpe | 10 august 2017 | 0.374                          |
| 9   | „The Waking Dream”                     | Nick Murphy    | Amanda Segel                                                          | 17 august 2017 | 0.399                          |
| 10  | „The Tenth Meal”                       | Guy Ferland    | Christian Torpe                                                       | 24 august 2017 |                                |

1. 1 2  Al doliea și al treilea episod au fost lansate online la 23 iunie 2017.[5]

## Producție

### Dezvoltare
După lansarea ecranizării cinematografice a lui Frank Darabont, The Mist (Negura), în 2007, producătorii executivi Bob Weinstein și Harvey Weinstein au anunțat că plănuiesc să dezvolte un miniserial bazat de acest film. În noiembrie 2013, Bob Weinstein a anunțat că un miniserial în 10 părți va fi realizat sub sigla lor, Dimension Television. O perioadă de timp a fost neclar dacă regizorul filmului, Frank Darabont, va participa la realizarea serialului și dezvoltarea sa a stagnat o perioadă de timp.   
În septembrie 2015, la aproape 2 ani de la dezvăluirea noului proiect,  Dimension Television a anunțat că a semnat cu scriitorul  Christian Torpe un contract pentru ca acesta să realizeze scenariul întregului serial. În februarie 2016, Spike a preluat episodul pilot pentru transmisie TV. În aprilie 2016, Spike a dezvăluit că va transmite întregul serial. În iulie 2016, compania de producție a dezvăluit că serialul are distribuția completă și că producția va acea loc în Halifax, Nova Scotia.

### Buget
Primele 10 episoade ale primului sezon au avut un buget de 23 de milioane de dolari americani. Guvernul din Noua Scoție a anunțat în iulie 2016 că va contribui cu 5,9  milioane de dolari americani la realizarea acestui serial TV, fiind cea mai scumpă producție TV realizată vreodată în această provincie.

### Casting
În iulie 2016, Dimension Television a anunțat că Morgan Spector va interpreta rolul personajului principal,  Kevin Copeland. Printe ceilalți membri ai distribuției se numără Frances Conroy, Alyssa Sutherland, Gus Birney, Dan Butler, Luke Cosgrove, Danica Curcic, Okezie Morro, Darren Pettie, Russell Posner și Isiah Whitlock, Jr.

## Primire
Primul sezon al serialului The Mist a avut parte de recenzii împărțite.  Pe websiteul Rotten Tomatoes serialul are un rating de 59% pe baza a 37 de recenzii. Pe Metacritic, serialul are un scor de 54 / 100, pe baza a 25 de recenzii, media recenziilor fiind mixtă.

## Legături externe
- Site web oficial
- The Mist la Internet Movie Database
- The Mist la CineMagia.ro
- The Mist Arhivat în 11 noiembrie 2017, la Wayback Machine. la SerialePrime

## Vezi și
- Listă de filme bazate pe lucrările lui Stephen King